# Pelidnota quadripunctata
Pelidnota quadripunctata är en skalbaggsart som beskrevs av Bates 1904. Pelidnota quadripunctata ingår i släktet Pelidnota och familjen Rutelidae. Inga underarter finns listade i Catalogue of Life.